# 梧桐山
梧桐山，位於中华人民共和国廣東省深圳市东部，是国家级风景名胜区、國家森林公園。梧桐山由羅湖區、鹽田區和龍崗區圍繞，南临莲塘及香港，西臨深圳水庫，山頂向東及東南俯瞰鹽田港和沙頭角，向西盡覽深圳城區覆蓋面積為31.82平方公里。
梧桐山主峰大梧桐高達海拔943.7米，比香港的鳳凰山（934米）高，稍遜於香港大帽山頂峰（957米），是深圳市的最高點。山西麓有仙湖植物園和著名的佛教寺廟建築群弘法寺。
1993年5月，梧桐山被廣東省政府授予省級風景名勝區，山上建有廣播電視發射塔，有盤山公路相通。

## 地理與地質

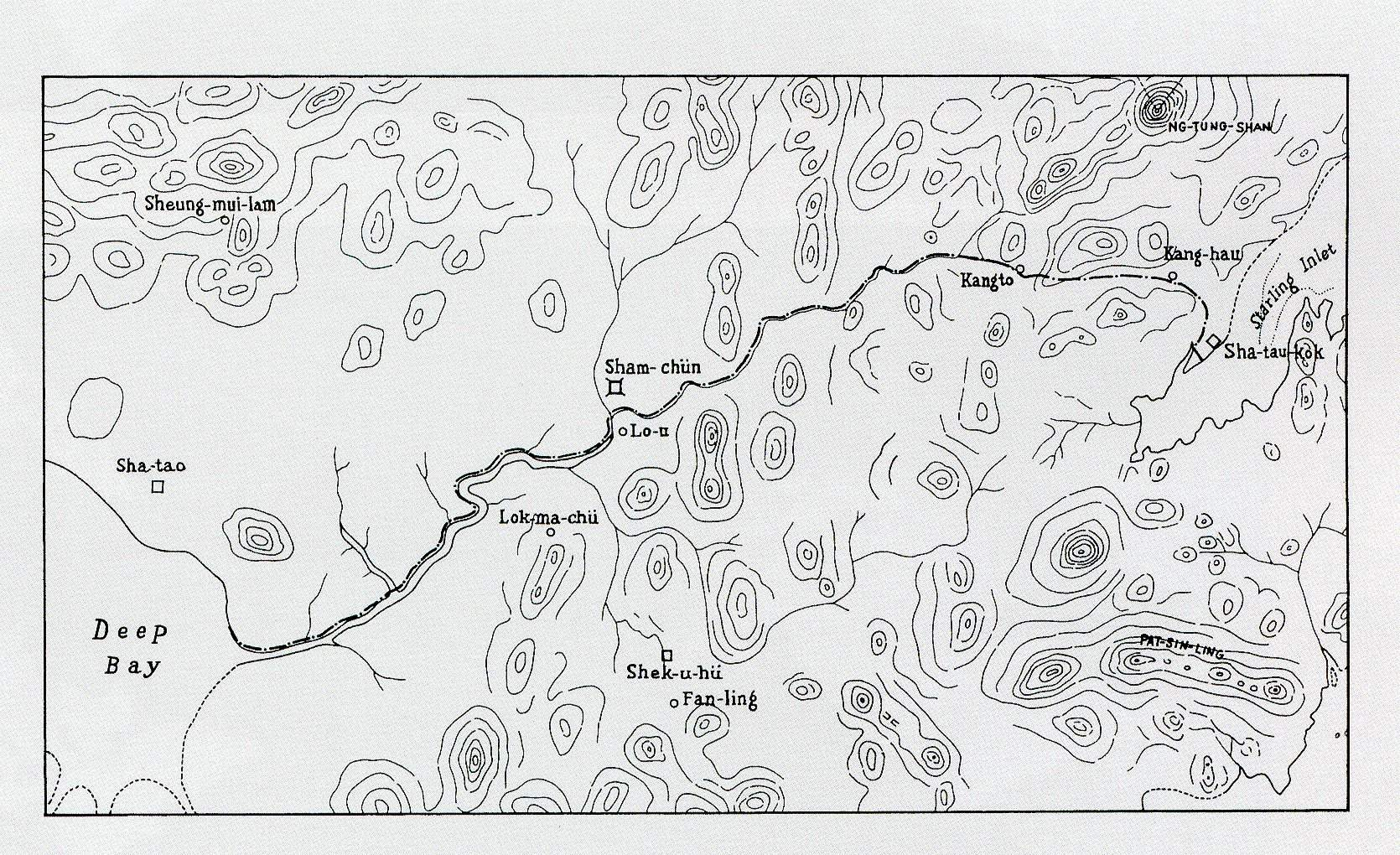
1898年《展拓香港界址專條》附圖中的梧桐山（Ng-Tung-Shan）

### 地理概況
梧桐山位處海濱，與香港新界的山脈一脈相承、溪水相連。從海邊仰視梧桐山，山勢特別挺拔、壯觀，是深圳地理位置的最高點。山中經常雲霧繚繞，變換莫測；山頂與市區的溫差相當大，夏季清涼宜人。梧桐山以“稀”、“秀”、“幽”、“曠”著稱，是民眾登高休閒的理想去處。山區植物茂盛，是珠江三角洲地區珍稀動植物的庇護地和資源庫之一，有維管束植物233科764屬1376種，其中的刺桫欏、穗花杉、白桂木、土沉香、粘木等被視為珍稀、瀕危物種；野生動物有24目64科196種，如蟒蛇、鳶、赤腹鷹、褐翅鴉鵑、穿山甲、小靈貓等。梧桐山山麓有深圳著名的園林景觀：東湖公園和仙湖植物園。

#### 河流
泰山澗是梧桐山的一條溪流，溪水注入梧桐山山麓的小型水庫後，匯入深港供水工程的深圳水庫。泰山澗樹木參天，溪水清澈，怪石橫生，風景秀麗，夏季非常涼爽，吸引一些民眾溯溪登山。

### 地質史
有地質研究者指出，通過對梧桐山山區化石的採集與研究，判斷此山是由地質史上的侏儸紀時期火山噴發而形成的。梧桐山所在的侏儸紀火山是粵東火山帶的一個支脈，居浙、閩、粵火山活動帶之粵東次活動帶，受力於庫拉—太平洋板塊的俯衝擠壓而爆發火山。梧桐山地表有超過50%的面積分佈著火山岩，包括海拔944米的山頂，從而證明是火山噴發造就了高聳入雲的梧桐山。有深圳地質專家認為，位於深圳大鵬半島的七娘山與梧桐山屬同一地質時期火山運動形成的，距今有9700萬至1.54億年。

## 登山路线

### 从梧桐山村

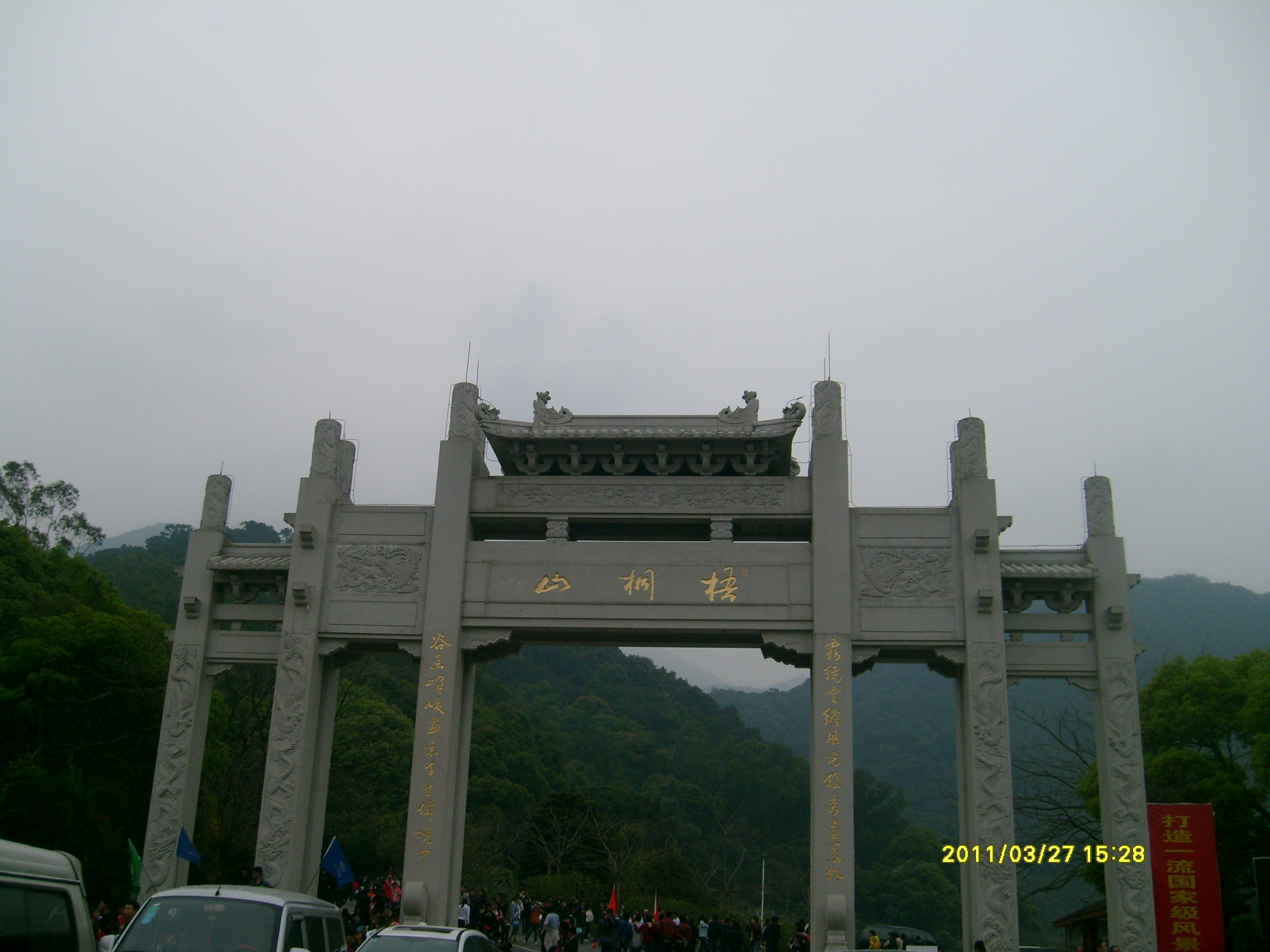
梧桐山村登山入口牌坊

经罗湖大望村进入梧桐山村登山。可顺泰山涧走石台阶山道或盘山公路登山。
交通：可乘坐211路梧桐山总站或B735路公交车到横排岭总站，步行到登山口。节假日另有梧桐山假日专线1路和2路公交。

### 从莲塘

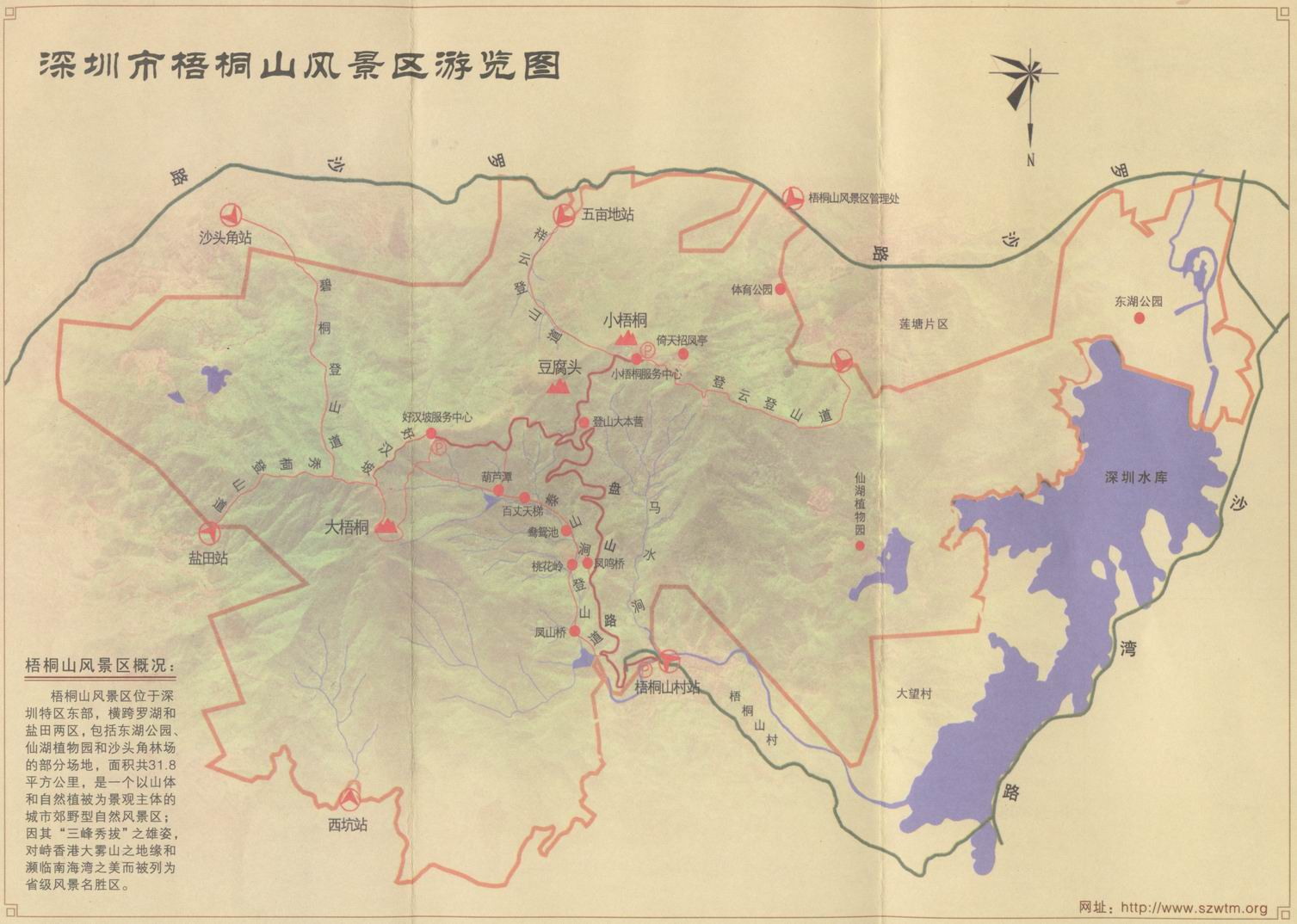
登山线路图

目的地为小梧桐，但也可以经小梧桐继续登上大梧桐顶峰。
交通：可以乘坐K113,111路等，到莲塘总站，转入畔山路，在一个三叉路口转右，即是登云登山道。此线路为人工石阶，比较适合初级人士。
其它线路如下：
线路一：仙湖植物园 ― 小梧桐 ― 中梧桐 ― 大梧桐顶
线路简介：标准级路线，一半台阶，一半山径，属于安全线路，往往会被驴友作为下山的路线，可以从梧桐山下到仙湖植物园免费游览。
线路二：莲塘畔山路华景园别墅（登云登山道，台阶） ― 小梧桐 ― 中梧桐 ― 大梧桐顶
线路简介：标准级路线，半为台阶半为山径，安全线路。
线路三：梧桐山隧道莲塘侧（武警六支队驻地侧） ― 废弃公路 ― 中梧桐 ― 大梧桐顶
线路简介：标准级难度路线，沿途曾发生抢劫登山者的案件。
线路四：莲塘庵泥坑（莲塘沙砖厂侧） ― 燕子崖 ― 小梧桐 ― 大梧桐
线路简介：无明显路线，以山崖攀爬为主，高危线路不建议冒险。
线路五：梧桐山隧道莲塘侧（汽修中心进或梧桐山莲塘管理站） ― 小燕子崖 ― 小梧桐 ― 大梧桐
线路简介：高难度路线，前面一段溯溪，后面开始山崖攀爬，无明显路线，崖壁陡峭，临近山顶处于风口，更增加了线路的难度，高危线路不建议冒险。

### 从龙岗

#### 龙岗盐田区界分水岭山径
较安全。全程山径。
路线：小坳（西坑水库东侧巡逻道南边） - 龙岗盐田区界分水岭山径 - 大梧桐顶

#### 西坑溯溪
较危险线路。分支较多，尽头极易迷路。
路线：西坑水库西侧梧桐山西坑管理站 - 西坑溪 - 大梧桐顶

### 从盐田

#### 碧桐道
传统路线。夏日爆晒，行前要做好防暑措施。
路线：盐田区医院（深圳市第七人民医院）公交站左侧 - 碧桐道 - 大梧桐
交通
- 巴士：盐田区医院（68路、B902路社区微巴、B982路）
- 巴士：盐田政府（85路、103路、205路、308路、358路、358区间、387路、B619路），步行至盐田区医院，医院左侧（西面）即是登山道。
- 地铁：深圳地铁8号线 |  海山站

#### 秀桐道
登顶梧桐山最短的道路。
路线：盐田外国语学校高中部后侧 - 秀桐道 - 碧桐道 - 大梧桐
交通
- 巴士：深圳外国语学校西（M348路、M444路、M465路）
- 巴士：半山半海（M465路）
- 巴士：半山溪谷（B925路、B982路、M348路M465路）
- 地铁：深圳地铁8号线 | 深外高中站

## 人文及旅遊工程
- 1987年，深圳開建梧桐山風景區。

- 1993年劃定風景區管理範圍為 31.82 平方公里，並被廣東省批准為省級風景區。

- 1999年9月，廣東省政府批准了梧桐山景區總體規劃，對景區範圍實施封山育林和生態保護。山區修築有7公里長的盤山公路蜿蜒通向海拔645余米的山中停車場；在山谷的泰山澗砌有登山步道，經此可徒步到通達944米的山頂。泰山澗登山步道，每隔100米設有一塊路碑，標明登山者所在的海拔高度及已經攀登的路程；在山中停車場通向山頂的好漢坡更是修建了陡峭的登山台階。登山步道及登山公路的沿途修建由多處小巧的亭台樓閣，供登山者歇息。主峰大梧桐西南側海拔649米的山峰小梧桐上建有204米高的深圳電視塔，此處可俯瞰整個深圳城區（但目前觀景台已經關閉）。山上的中心停車場和電視發射塔下的停車場同時也是遊客的觀景平台。[3][4]

## 广播电视发射
深圳广播电影电视集团在梧桐山设有一座广播电视发射塔，用以转播中央廣播電視總台，广东广播电视台和深圳台的广播和电视节目。
| 发射频率   | 频道                                                                                                 |
| ---------- | --- |
| 474.000MHz | 深圳卫视高清 深圳都市频道高清                                                                        |
| 506.000MHz | 广东珠江 广东新闻 广东经济科教 广东体育 广东卫视 深圳财经生活HD 深圳娱乐HD 深圳体育健康HD 深圳少儿HD |
| 554.000MHz | CCTV-1 CCTV-2 CCTV-4 CCTV-10 CCTV-12 CCTV-13 CCTV-14 CCTV-15 中央人民广播电台12套广播节目            |
| 562.000MHz | 深圳电视剧频道高清 深圳公共频道高清                                                                  |
| 674.000MHz | CCTV-17 CCTV-9 CCTV-11 CGTN CCTV-1高清                                                               |

| 发射频率（MHz） | 节目                             | 功率（kW） |
| --------------- | -------------------------------- | ---------- |
| 87.8            | 中央人民广播电台香港之声         | 10         |
| 89.8            | 深圳广电集团新闻广播（先锋898）  | 10         |
| 91.8            | 广东广播电视台新闻广播           | 10         |
| 95.8            | 中央人民广播电台中国之声         | 10         |
| 97.1            | 深圳广电集团音乐广播（飞扬971）  | 10         |
| 101.2           | 中央广播电视总台粤港澳大湾区之声 | 10         |
| 105.7           | 广东广播电视台珠江之声           | 10         |

- 以上如无特别标注均为标清频道，其中CCTV-1至15，CGTN为AVS+国标编码。
- 深圳广电集团各高清频道视频编码为H.264，音频编码为MP2。
- 为了兼顾香港观众，该站把广东台各频道音视频信号自行转码为H.264和MP2，而非其他地区的MPEG-2和DRA编码。
- 为了兼顾香港观众收看央视节目，该站以10Mbps码率的H.264和AC-3格式传输CCTV-1高清频道。

## 景点

### 凤谷鸣琴
位于梧桐山北麓，处于梧桐烟云景区和仙湖植物园景区之间。
包含：小梧桐，马水涧，倚天招凤。

### 梧桐烟云
规划面积6.35平方公里。
包含：大梧桐，泰山涧。

### 碧梧栖凤
位于梧桐山东南麓，背靠大梧桐。
包含：恩上水库。

### 生态保护区
以西坑为中心的480公顷地区为生态保护区。

## 歷史
清嘉慶二十五年（ 西元一八一九年 )刊行的新安縣志之山水略中記載，「梧桐山在縣東六十里，三峯秀拔，周匝數十里。山陰垂距東洋，山陽延袤境內。頂有天池，深不可測。多梧桐，異草。山下有赤水洞，邑之祖龍也。」

## 登山運動
梧桐山森林茂密，空氣清新，被稱為深圳的“市肺”，是深圳市重要的登山旅遊目的地。梧桐山有多個登山路線，民眾可分別從大望村、蓮塘、沙頭角、橫崗鎮等多個方向攀登。大望村登山口是梧桐山的大門，立有壯觀的“梧桐山牌坊”，是梧桐山盤山公路的入口。據深圳官方資料統計，每年平均登臨梧桐山的民眾高達4百萬人次，但工作日（週一到週五）與節假日登山人數數量差異巨大。工作日平均每天4千人次，而雙休日（週六、日）及中國大陸的、清明、國際勞動節、國慶和重陽等節日，單日登山民眾則升至2萬至10萬。2010年10月16日的中國重陽節，亦是深圳市的“第八屆梧桐山登高節”，當日登臨梧桐山的民眾超過105,000餘人次，場面極為壯觀。
梧桐山實施極為嚴厲的防火措施，登山民眾如在山中吸菸會被處以200-500元人民幣的罰款。

## 事件
- 2000年11月25日晚，有5名登山者在梧桐山迷路被困，深圳警方、梧桐山管理處及報社記者共50餘人進山搜救，數小時後被困人員獲救[12]。
- 2001年2月14日，梧桐山發生火災，深圳地方警察及駐深的中國邊防軍共出動500餘人參與滅火，1小時後火勢被控制。此次大火，造成近萬米森林被焚燬[13]。
- 2009年6月16日，一登山民眾在海拔728米的好漢坡峭壁地段墜崖，在山中被困24小時後被深圳消防武警用擔架和纜繩救起。[14]
- 2024年10月25日，梧桐山風景區對峰頂的「鵬城第一峰」巨石進行維修，被網民拍到巨石內部是空心的，內有磚牆。儘管景區網站早已介紹石頭為巨型塑石，建造於2004年，仍有不少網民感到被騙[15]。

## 外部連結
- 深圳市梧桐山风景区管理处
- 深圳梧桐山 （页面存档备份，存于）